# Сіґне Брандер
Сіґне Віола Брандер (15 квітня 1869 — 17 травня 1942) — фінська фотографка. Відома знімками міських пейзажів Гельсінкі та повсякденного життя мешканців міста на початку 20 століття.

## Життєпис
Брендер народилася в Паркано, а дитинство та юність провела в Кокколі. Після смерті батька в 1891 році сім'я переїхала до Гельсінкі. Там Брандер пройшла курс в Університеті мистецтва та дизайну, щоб стати викладачкою малювання, але згодом зосередилася на фотографії, працюючи у студії Даніеля Нібліна.
Брендер не була в шлюбі. Померла в Сіпоо в 1942 році.

## Міська фотографія
У 1906 році місто Гельсінкі заснувало колегію старожитностей. Одним із її обов'язків було зафіксувати місто на фотографіях. Правління найняло Брендер. Попри те, що на початку XX століття жінка-фотографка не була рідкістю, міських фотографок серед них було небагато.
Фотодокументальну роботу Бреннер розпочала в 1907 році й закінчила в 1913 році. Результатом стали 907 фотографій міських пейзажів. Проект був ретельно спланований, і міська служба планування та забудови надала інформацію колегії старожитностей та Брандер щодо об'єктів які варто було сфотографувати. Не дивлячись на це, у неї було багато свободи для висловлення свого мистецького бачення.

У важкому та тісному міському середовищі фотограф повинен був мати досконалі технічні знання, композиційні навички та здатність до творчого розв'язання проблем. Вага фотоапаратури також робила завдання фізично складним. Брандер часто наймала кінну карету для перевезення свого спорядження. Схоже, що у неї також був помічник, який допомагав їй із найскладнішими знімками.

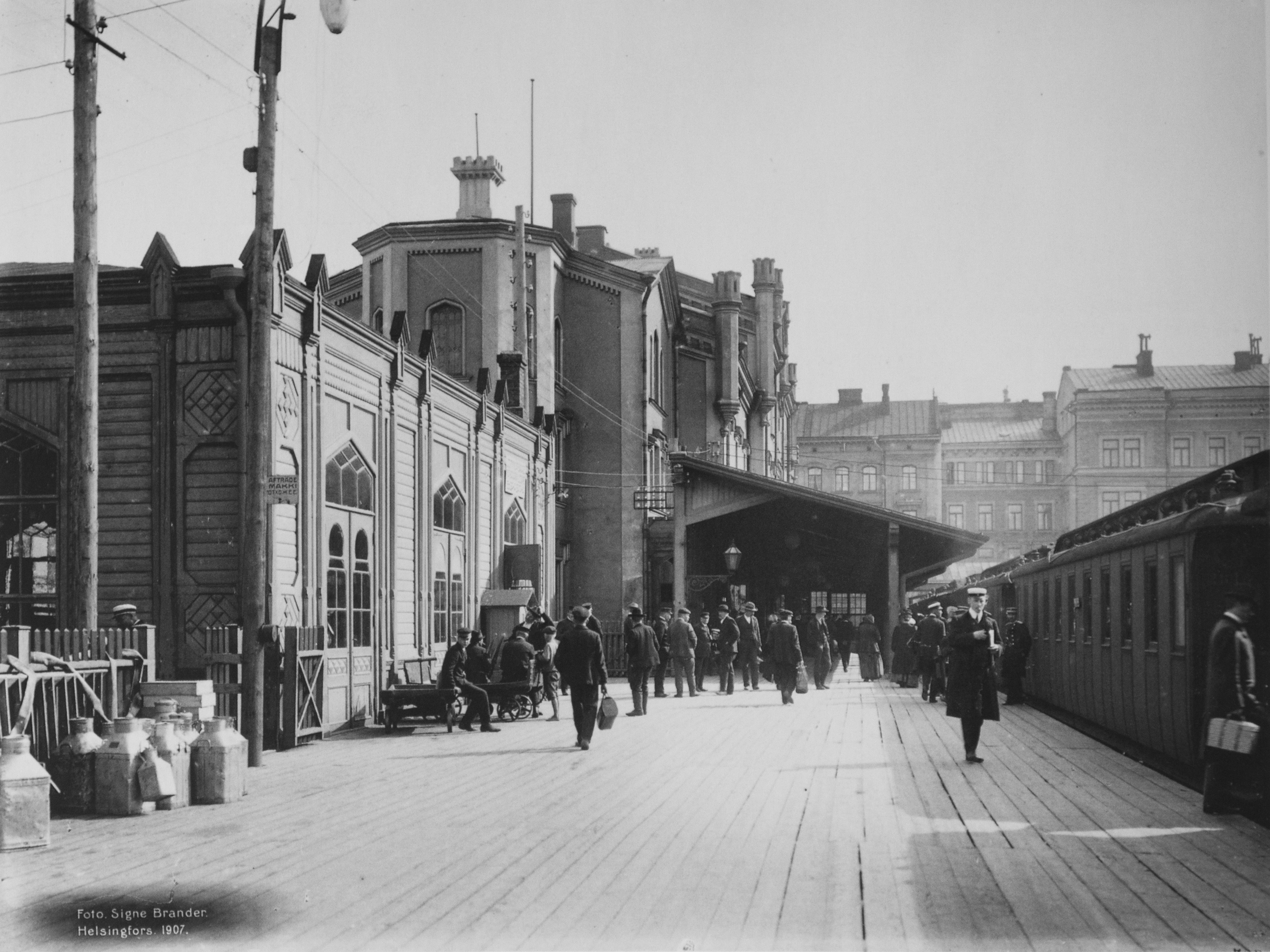
Старий залізничний вокзал Гельсінкі, 1907 рік
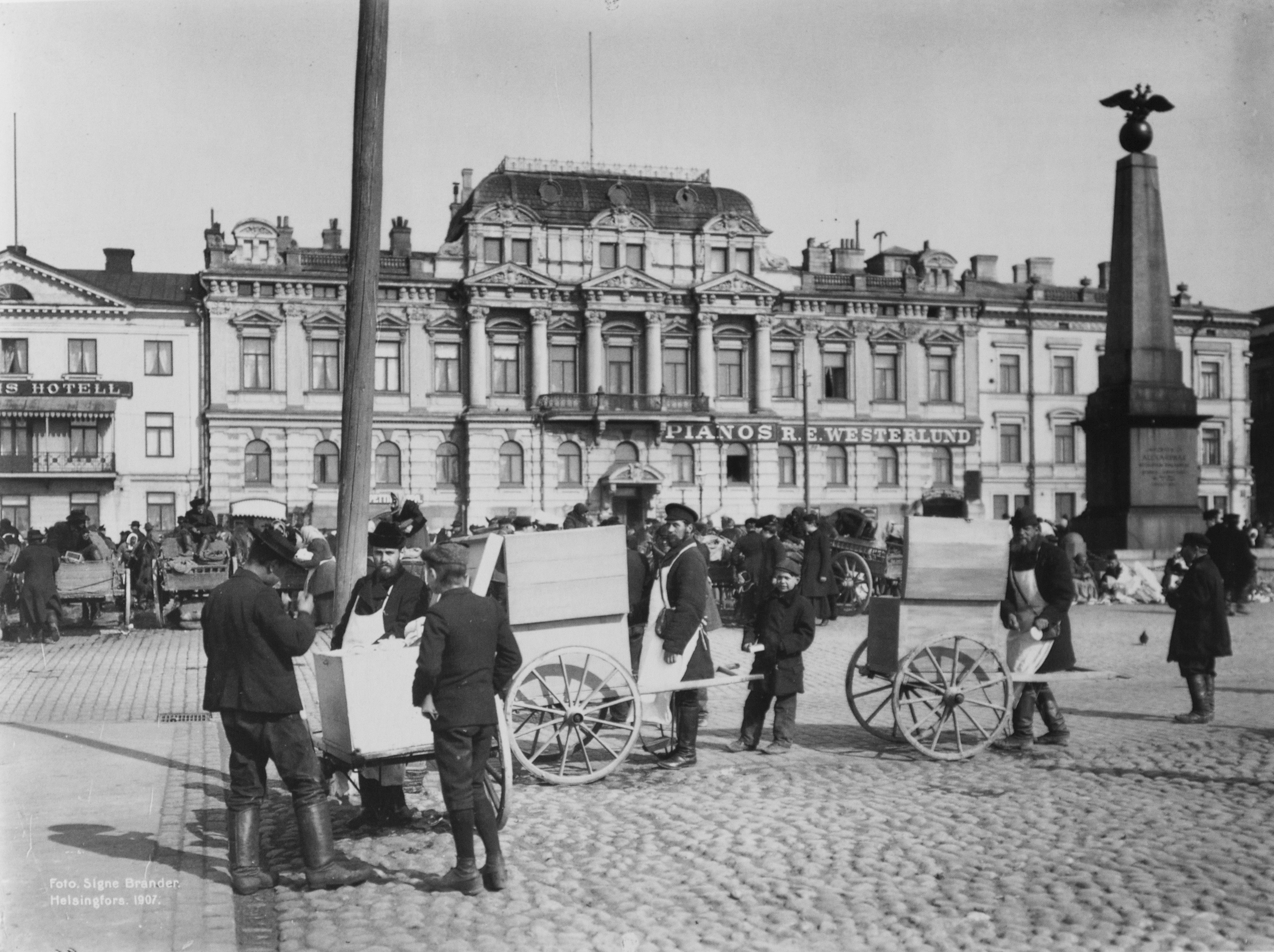
Ринкова площа, 1907 рік
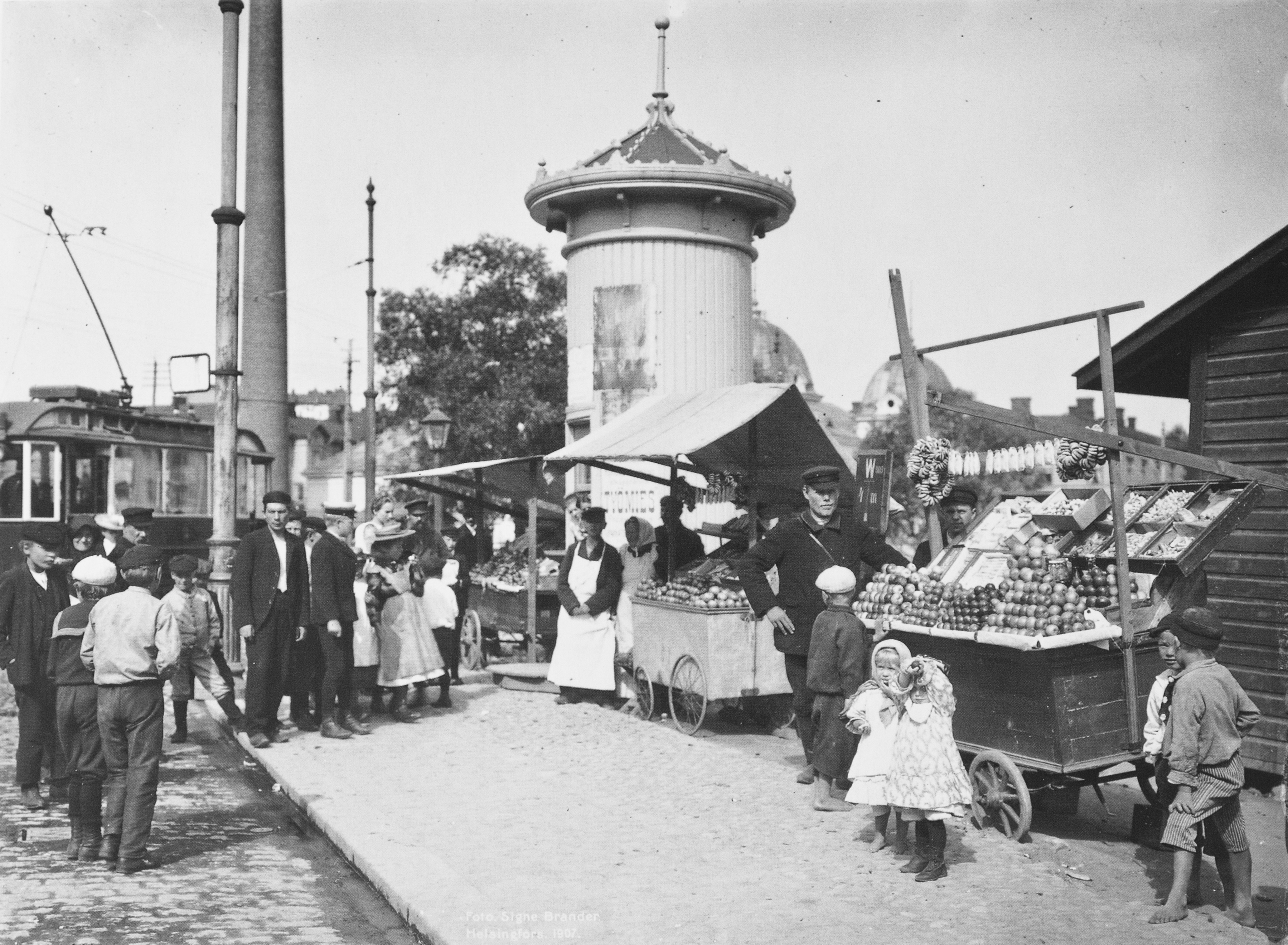
Площа Гаканіемі, 1907 рік
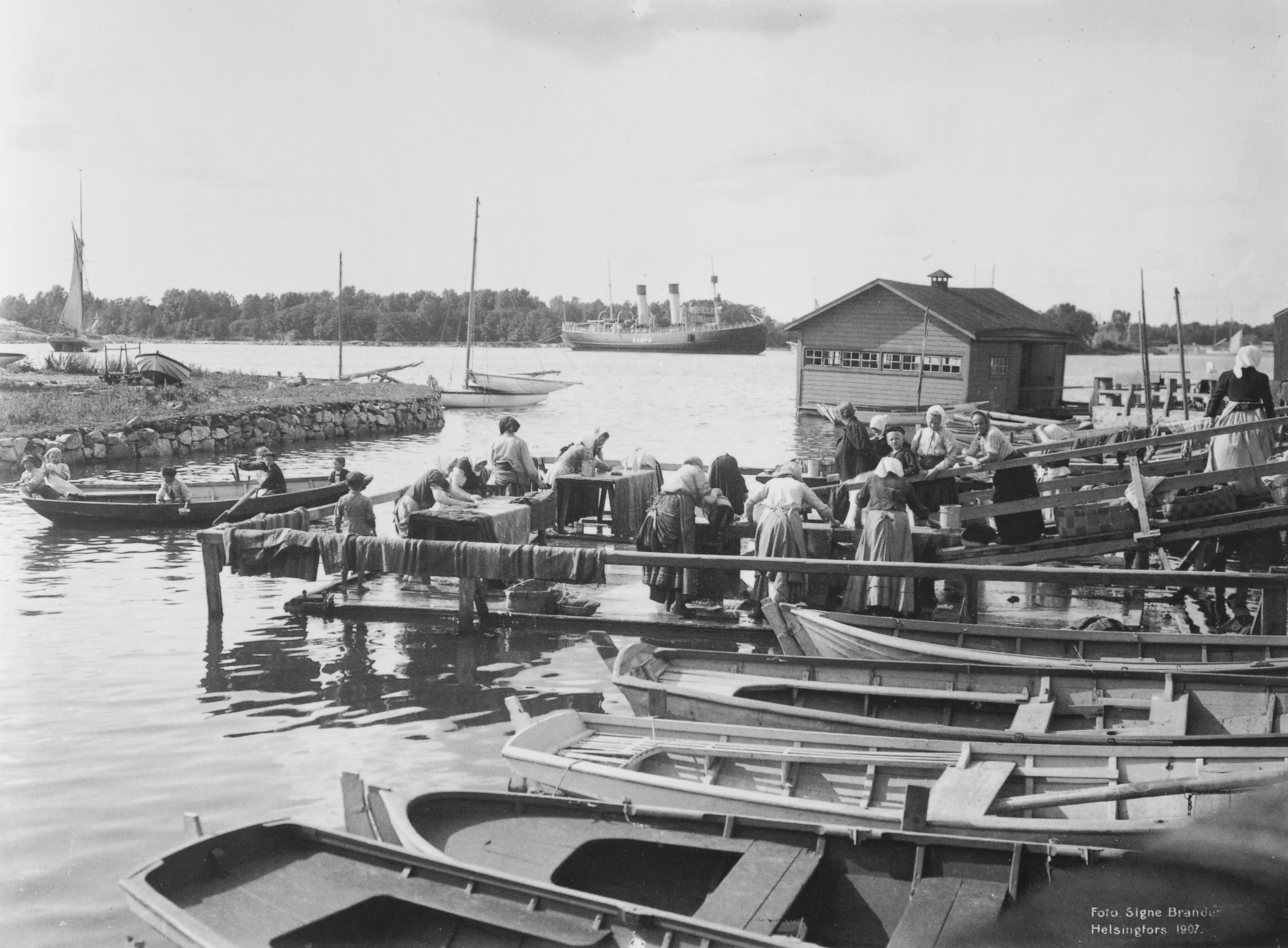
Манккісаарі, 1907 рік
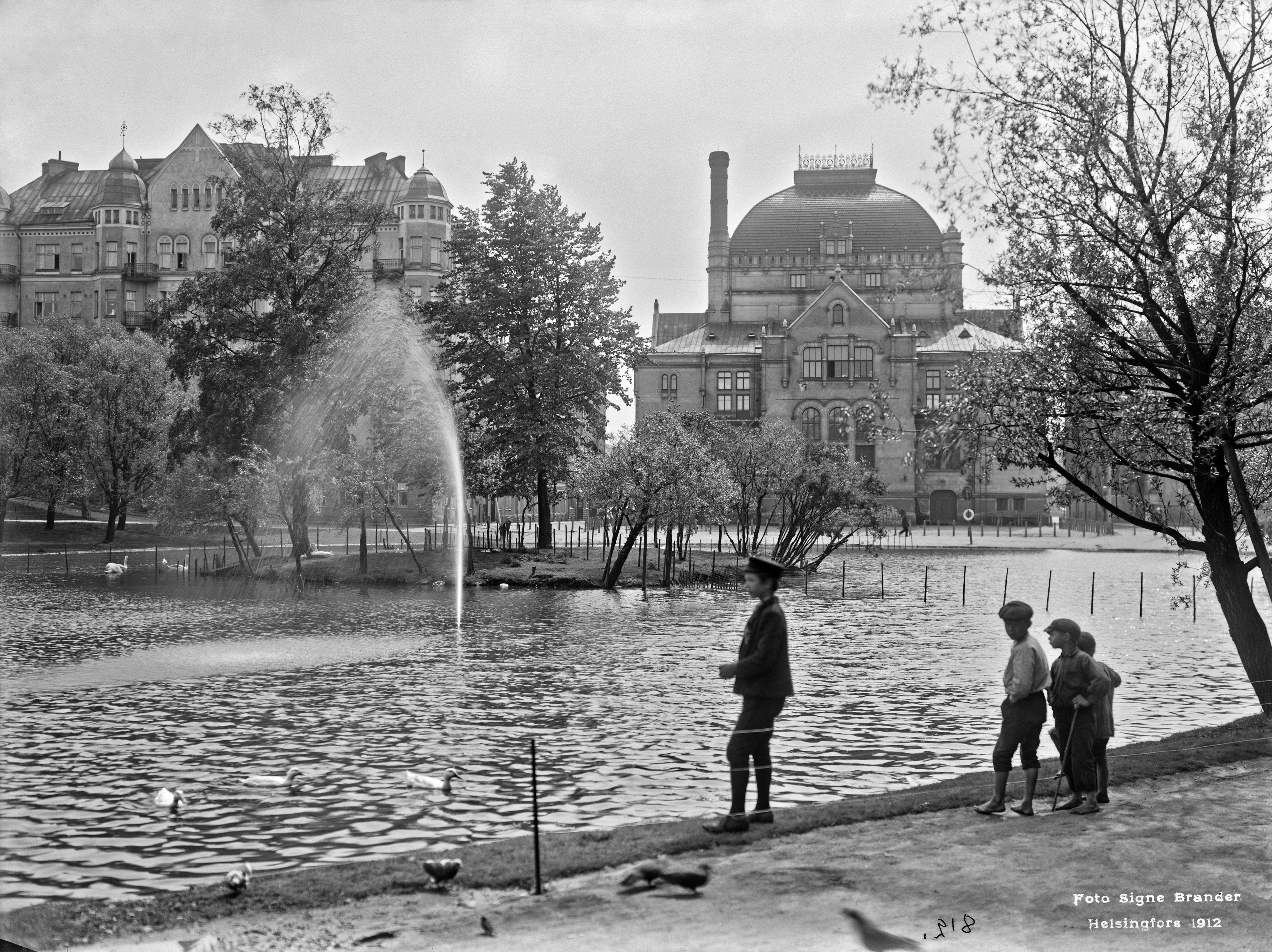
Парк Кайсаніємі, 1912 рік
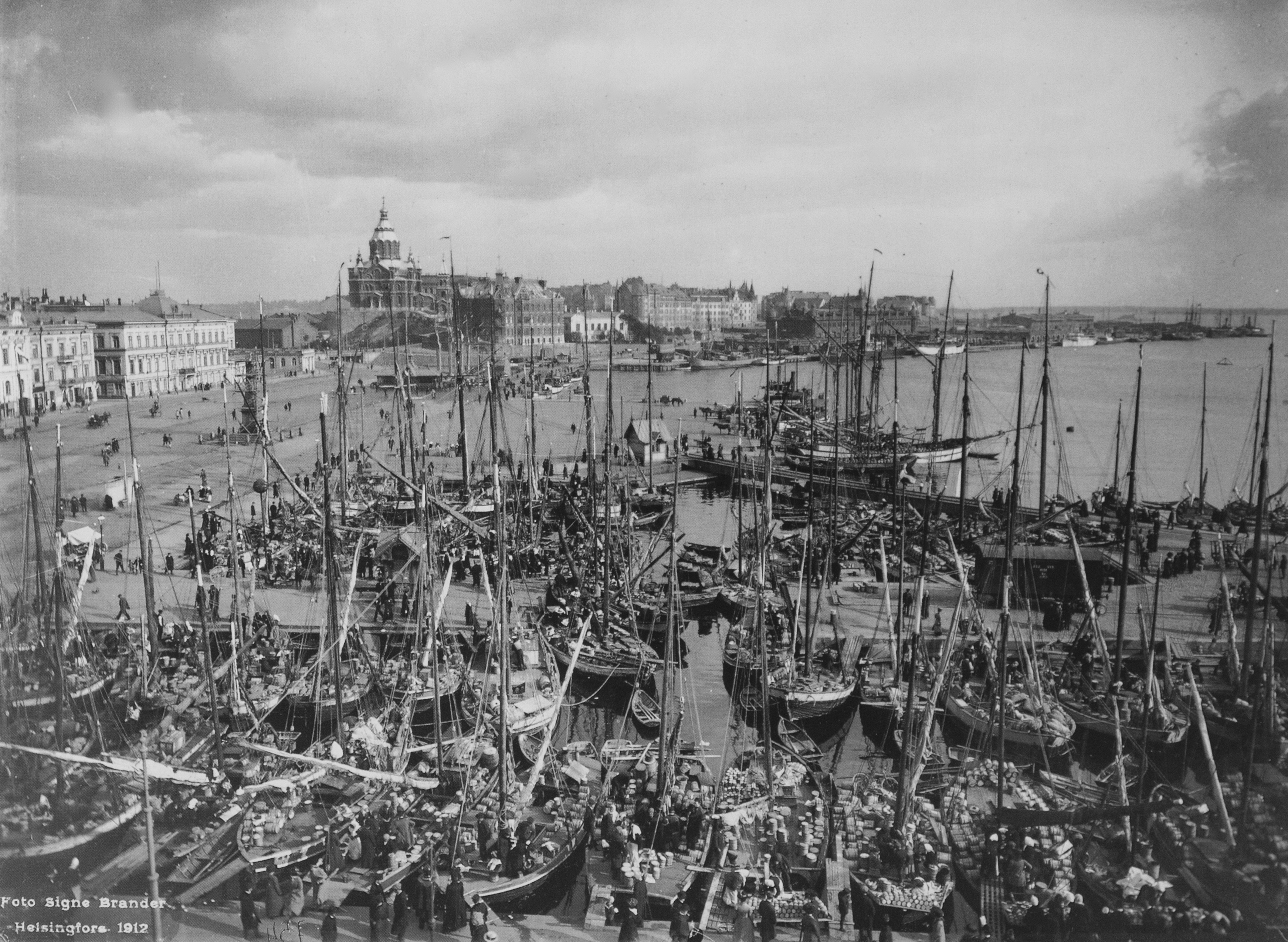
Південна гавань, 1912 рік
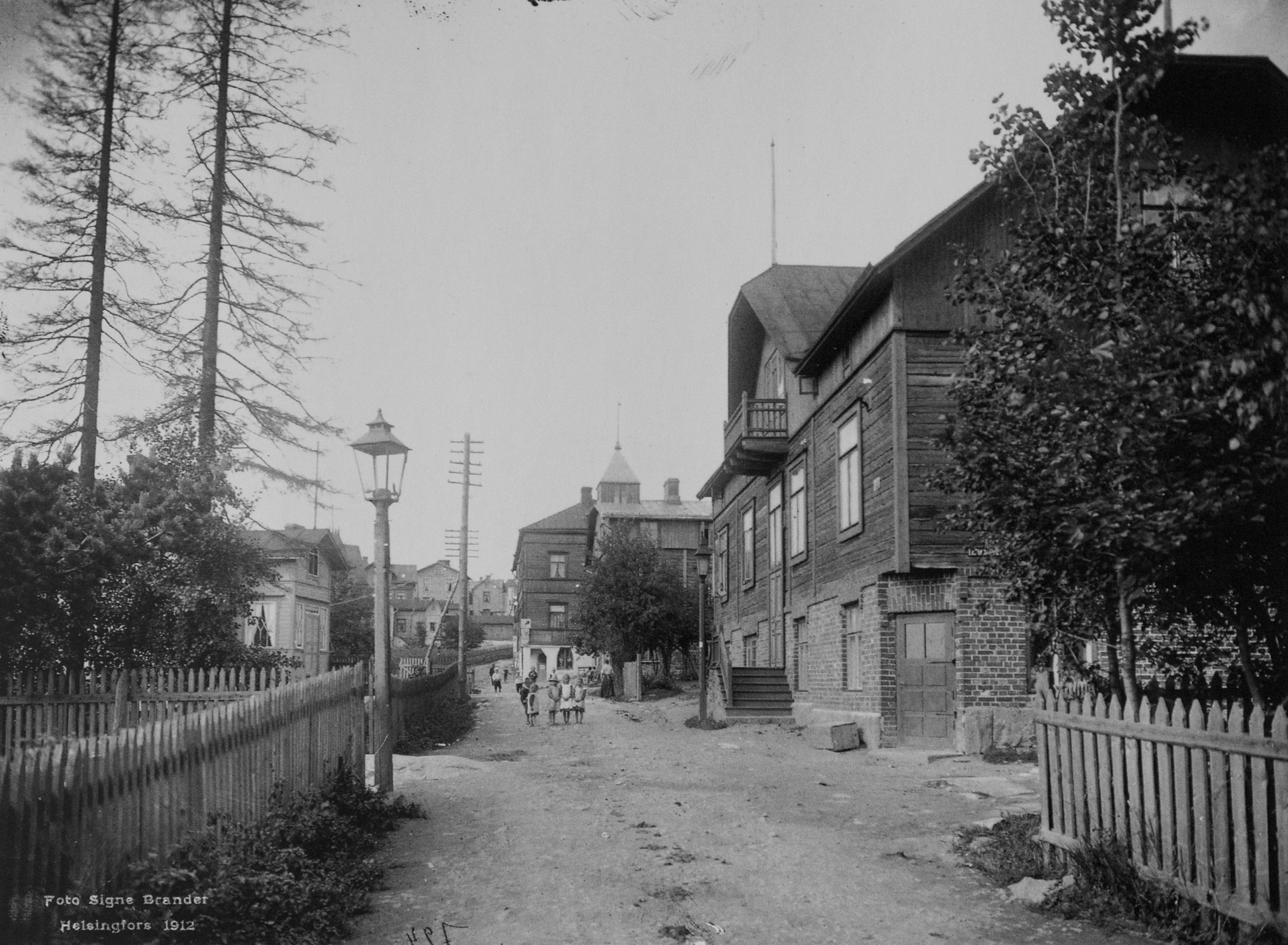
Хертанкату, 1912 рік
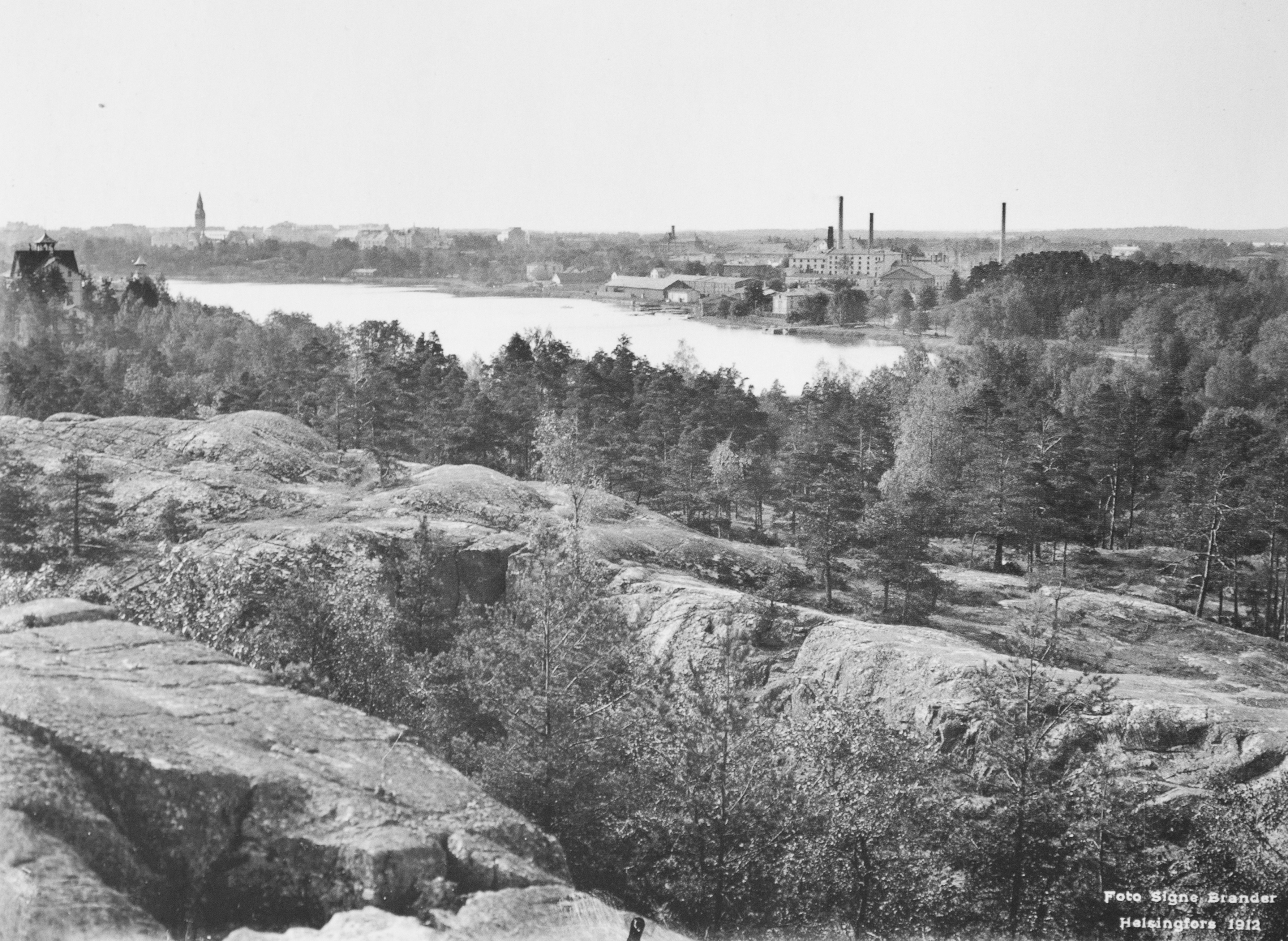
Затока Теоленлахті, 1912 рік

## Люди, воєнні спогади та маєтки
На додаток до фотографічних навичок, Брандер також мала власне художнє бачення завдяки вивченню живопису, і її фотографії можна назвати візуальним мистецтвом у тому, що стосується вираження, композиції та використання світла. Однак центральним ідеалом фотографій на той час була чіткість та деталізація фотографії, що дозволяло правильно їх відтворити при друці. На фотографіях Брандер видно людей, повсякденних жителів Гельсінкі. Вони є одними з найпопулярніших у каталозі замовлення Гельсінського міського музею.

Брендер також мала інші фотопроєкти. У 1907 році вона здійснила мандрівку Фінляндією, фотографуючи старі поля боїв для пам'ятної книги про війну у Фінляндії. У 1910 році вона розпочала проект, що зайняв 20 років, з фотографування фінських маєтків; під час роботи над проектом Бреннер зробила понад 2000 фотографій. Деякі з цих фотографій були опубліковані в книзі Herrgårdar i Finland (1928—1929).

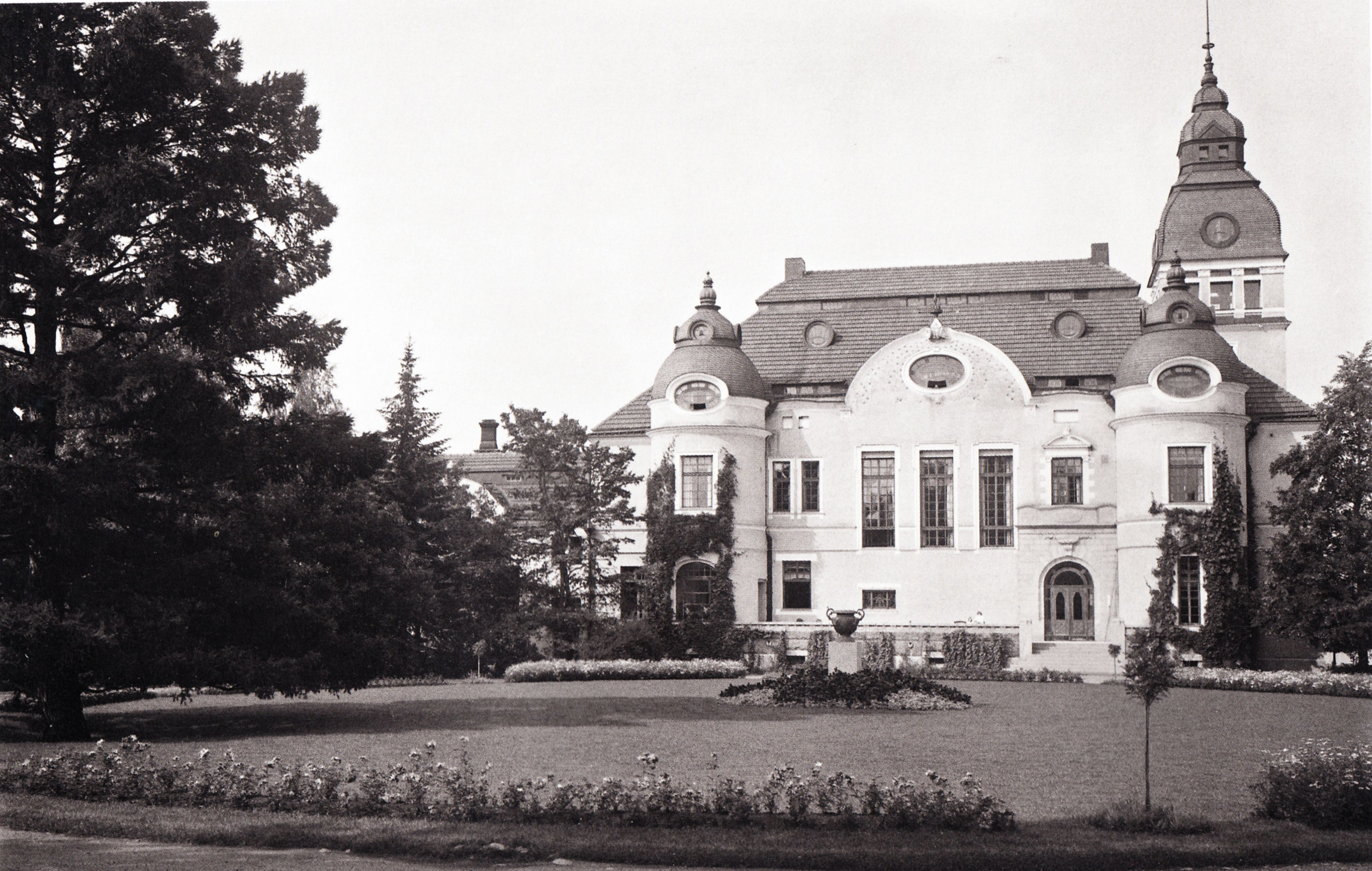
Маєток Кірйола, 1912 рік
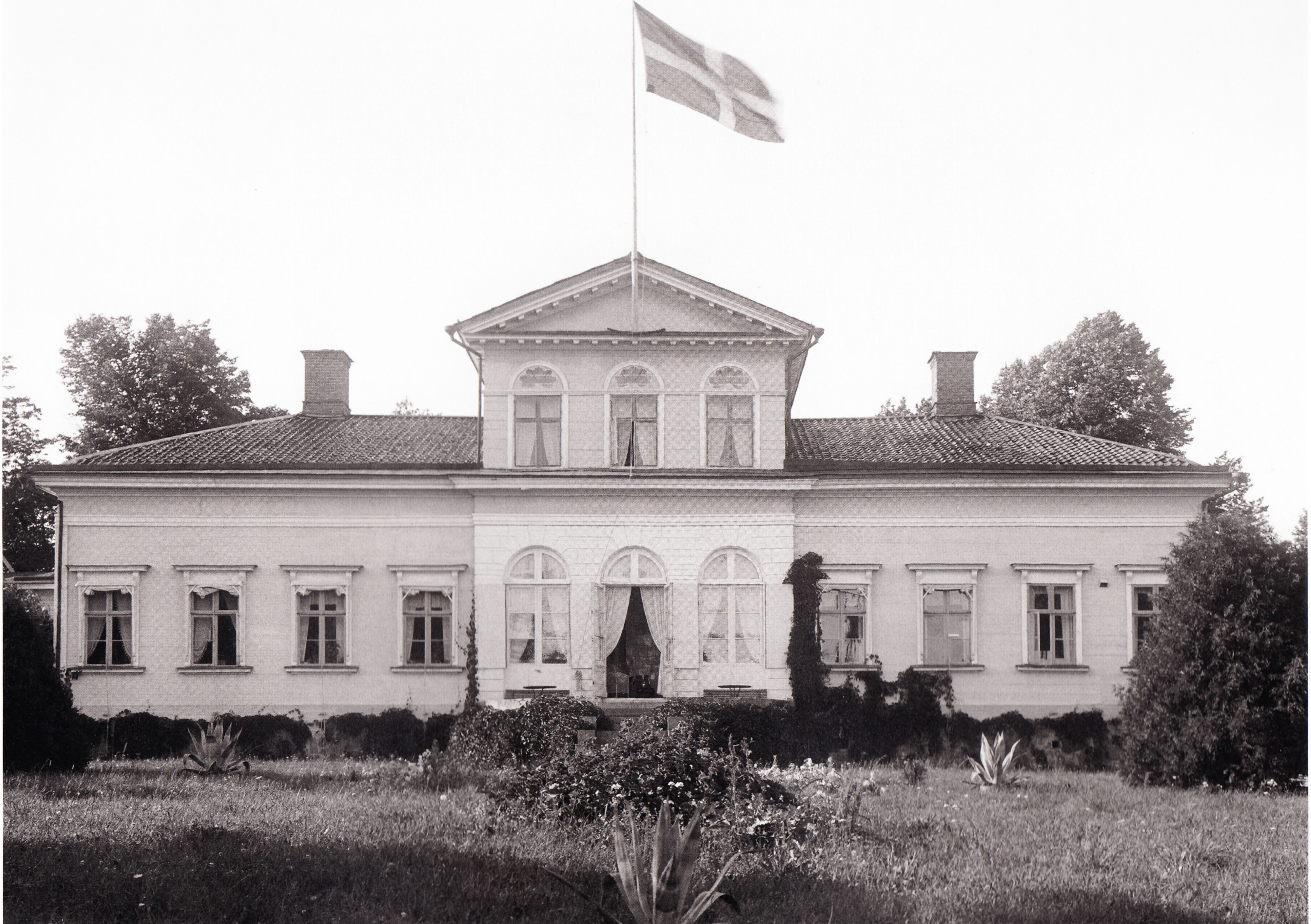
Маєток Артукайнен, до 1917 року
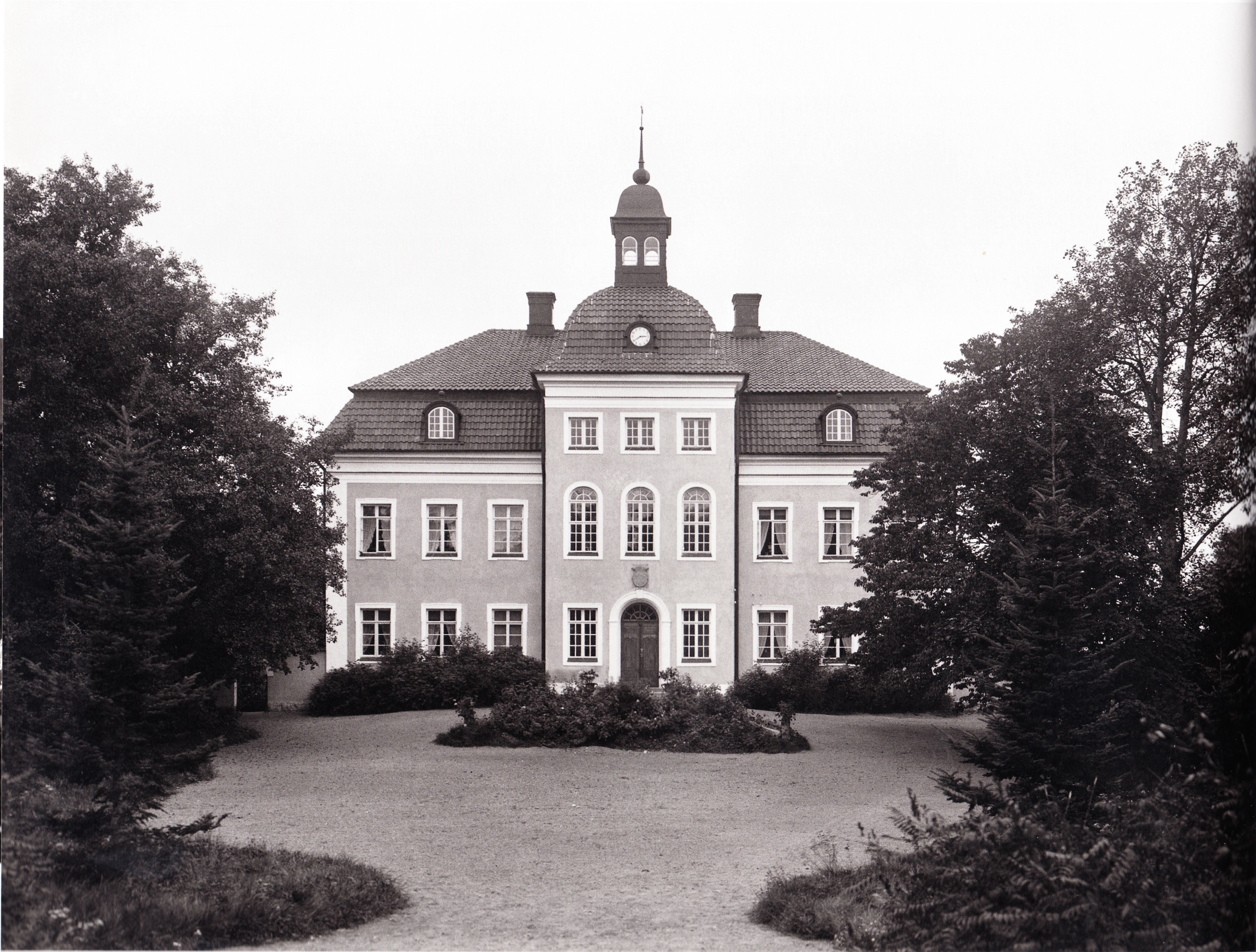
Маєток Тенхола, до 1920 року
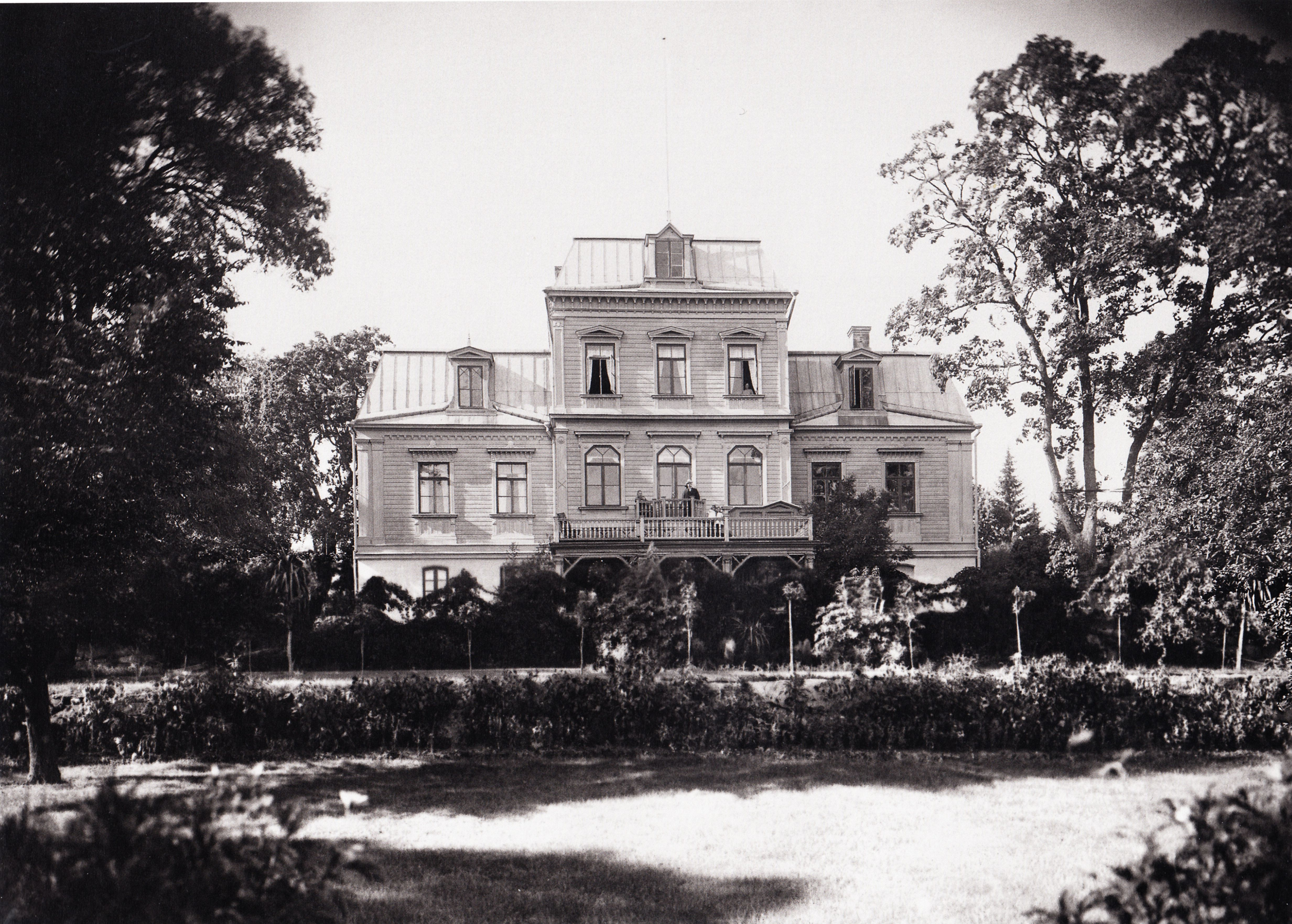
Маєток Естерсунд, до 1920 року